# 南印度洋穆氏暗光魚
南印度洋穆氏暗光鱼（学名：Maurolicus inventionis）为輻鰭魚綱巨口魚目褶胸鱼科的其中一種。分布於東南大西洋海域，棲息深度可達200公尺，體長可達6.3公分，為深海魚類，會進行垂直性洄游，屬肉食性，以甲殼類及小魚等為食。

## 扩展阅读
維基物種上的相關：南印度洋穆氏暗光魚